# ジョセフ・ブラザートン
ジョセフ・ブラザートン（英語: Joseph Brotherton、1783年5月22日 - 1857年1月7日) はイギリスの社会改良主義政治家、聖書クリスチャン教会の牧師、先駆的なベジタリアン活動家。サルフォード初の国会議員であり、初めてのベジタリアン議員であるとも言われている。

## 来歴

### 生い立ちと家族
ブラザートンはダービーシャー州チェスターフィールド近郊のウィッティントンに、物品税徴収官のジョン・ブラザートンとその妻メアリー・ブルームヘッドの息子として生を享けた。1789年、一家はランカシャー州サルフォードへ移り住み、彼の父は綿と絹の工場を設立した。
ブラザートンは正式な教育を受けず、1802年に共同経営者となった家業の会社に入った。1809年に父が死去すると、彼は従弟のウィリアム・ハーヴェイと提携を結ぶ。1806年、彼はビジネスパートナーの妹であるマーサ・ハーヴェイ（1783-1861）と結婚。彼らはヘレン（1812-1898、86歳没）、ジョン（1813-1813、0歳6週間没）、ジェームズ（1814-1871、56歳没、1852年にメリー・ハンナ・ロバーツと結婚）、メアリーの4人の子をもうけた。

### 聖書クリスチャン教会
1805年、サルフォード・スウェーデンボリ教会に入会。ウィリアム・カウハード率いるこの教会は、1809年に聖書クリスチャン教会と改称した。1816年、カウハードが死に、ブラザートンが牧師となった。この教会では肉食や飲酒を慎むことが求められた。1812年には妻のマーサが初のベジタリアン料理本『ベジタブル・クックリー』を出版。
1819年、36歳のブラザートンは聖職に専念するために家業を引退した。その地位を利用し、労働者の待遇改善や改革運動に積極的に取り組んだ。彼の功績の中には、学校の建設、貸出図書館の開設、ピータールーの虐殺の犠牲者を支援する基金の設立などがある。また、ポルティコ図書館の会員、貧民監督官、治安判事でもあった。

### リトル・サークル会員

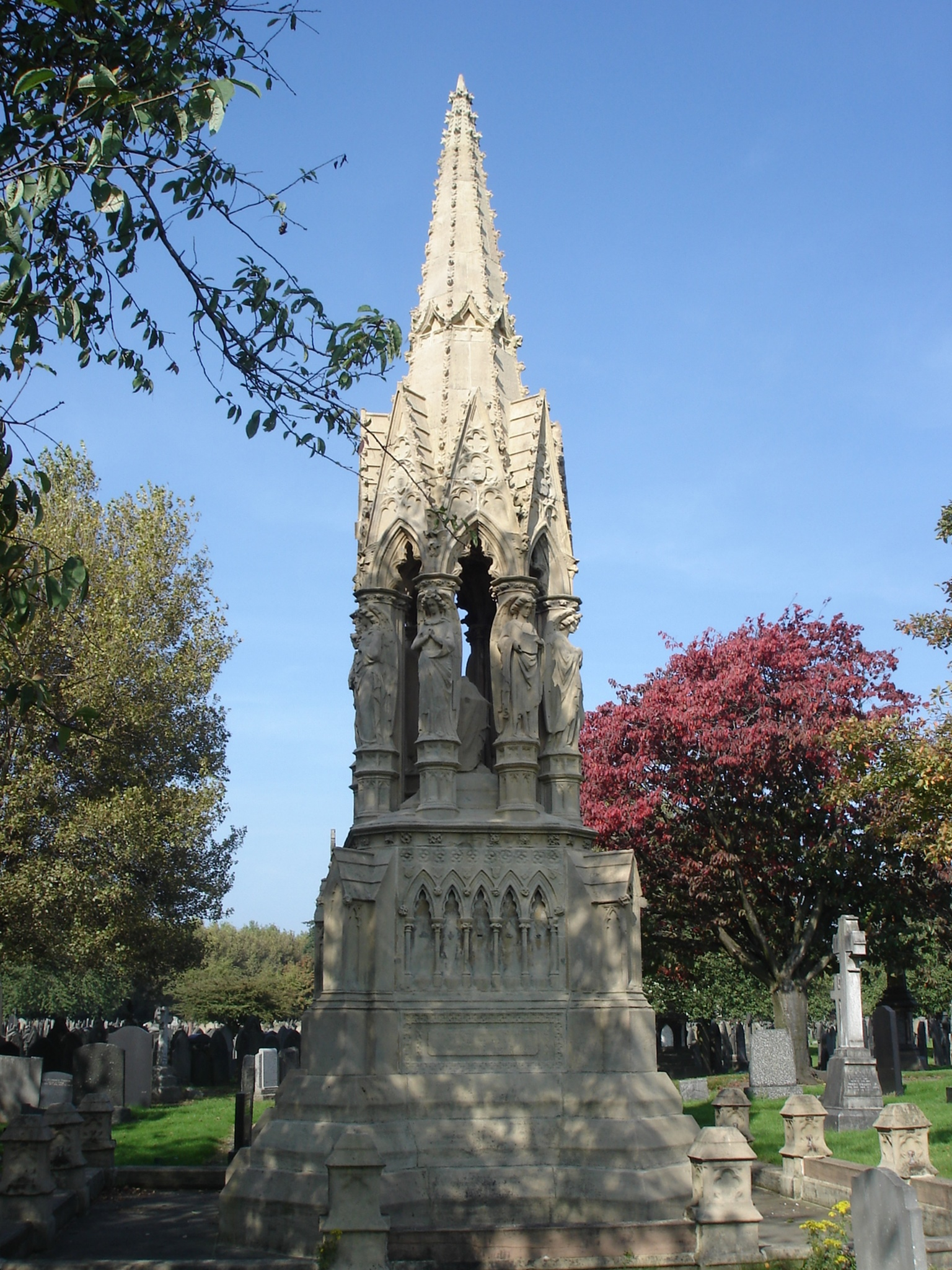
ジョセフ・ブラザートンの墓碑、ウィースト墓地。

1815年からブラザートンは、マンチェスターのジョン・ポッターの家で会合していた、リトル・サークルと呼ばれる非国教会自由主義者のグループのメンバーだった。このグループのメンバーには、ジョン・エドワード・テイラー（マンチェスター・ガーディアン紙の創刊者）、アーチボルド・プレンティス（後のマンチェスター・タイムズ紙の編集者）、ジョン・シャトルワース（実業家、市政改革者）、アブサロム・ワトキン（議会改革者、反トウモロコシ法運動家）、ウィリアム・カウドロイ・ジュニア（マンチェスター・ガゼット紙の編集者）、トーマス・ポッター（後の初代マンチェスター市長）、リチャード・ポッター（後のウィガン議員）らがいた。1820年、ブラザートン、シャトルワース、トーマス・ポッターがマンチェスター商工会議所を設立。
1821年、ピータールーの大虐殺とマンチェスター・オブザーバー紙の政府主導による廃刊の後、カウドロイの欠けたグループはジョン・エドワード・テイラーを支援し、マンチェスター・ガーディアン紙を創刊した。
ジョン・ポッターの死後、ポッター兄弟は第二のリトル・サークル・グループを結成し、議会改革運動を開始した。これは議会下院へ、過疎化した腐敗選挙区からバーミンガム、リーズ、マンチェスター、サルフォードといった急成長を遂げる工業都市へ議席を分配するよう、比例代表制の改善を求めたものであった。アブサロム・ワトキンがグループを代表して請願書を提出した後、議会は1832年に改革法を可決した。

### サルフォード初の国会議員
このグループの目的は、1832年の改革法の成立によって達成された。続く総選挙で、ブラザートンはサルフォード初の国会議員に選出された。5回再選され、そのうち2回は無投票で当選した。議会では死刑反対、奴隷制廃止、無教会教育の無償化などの運動を展開した。都市自治体法案を積極的に支持し、マンチェスターとサルフォードが民主的に選出された議会を持つきっかけとなった。新しい市町村が提供する施設に関心を持ち、サルフォードのピールパーク、ウィースト墓地の開設に大きく貢献した。

### 死と遺産

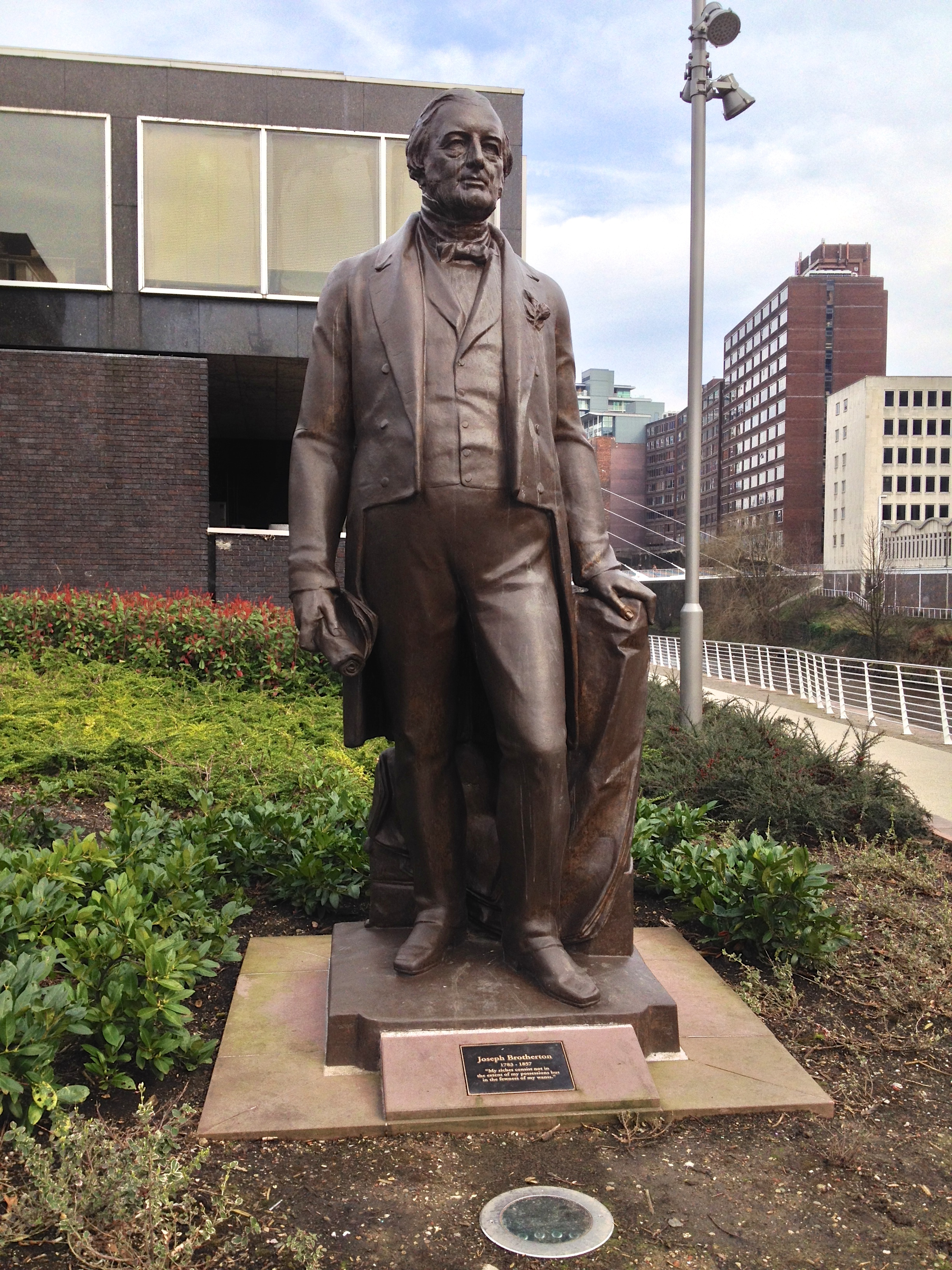
サルフォードにあるジョセフ・ブラザートンの像。

1857年1月、マンチェスターでの集会に向かう途中、心臓発作により73歳で急死した。1月14日、ブラザートンはサルフォードの新しいウィースト墓地に埋葬された。これは、ブラザートンが運動した墓地への最初の埋葬であり、2.5マイルの長さの葬列が続いた。
ジョセフ・ブラザートン記念基金が設立され、1858年にブラザートンの銅像がピールパークに建てられた。銅像は1954年に解体され、1969年に個人所有となった。当時、サルフォード市議会は追加収入を求めており、銅像を金属スクラップ業者に売却した。業者は両市の対立を認識していたため、マンチェスターにこの銅像を買い取らないかと持ちかけた。像は1986年にマンチェスター市議会に購入され、アーウェル川を見下ろすリバーサイド・ウォークにサルフォードの方を向いて設置された。その結果、彼は自分の銅像を売るほど自分を過小評価している街を恨めしそうに見つめているような格好となった。この像は、サルフォードとスピニングフィールド開発を結ぶ新しい歩道橋を建設するため、アーウェルのサルフォード河岸に移設された。2018年5月、ピールパークに戻され、元々あった像のレプリカである台座の上に置かれた。像は2023年12月1日、ヒストリック・イングランドに登録された。